# Gaglianico
Gaglianico je italská obec v provincii Biella v oblasti Piemont.
K 31. prosinci 2010 zde žilo 3 931 obyvatel.

## Sousední obce
Biella, Candelo, Ponderano, Sandigliano, Verrone